# Endarrerida blava

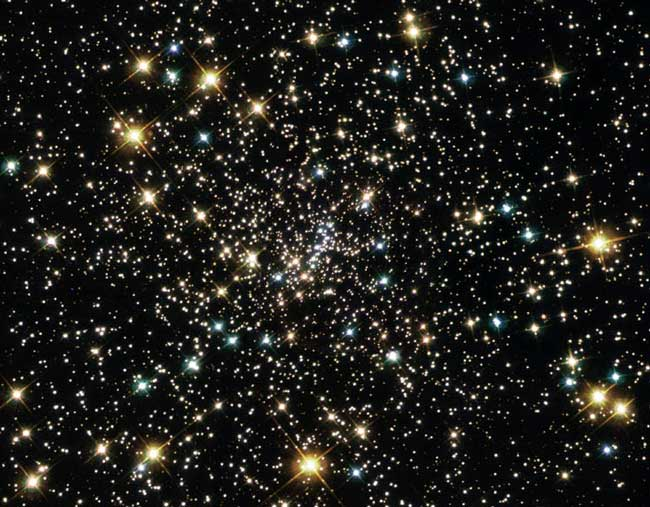
Imatge del telescopi espacial Hubble de NGC 6397, amb nombroses estrelles endarrerides blaves presents

Una estrella endarrerida blava o estel endarrerit blau (Blue stragglers, en anglès) és un tipus d'estrella de la seqüència principal en un cúmul obert o cúmul globular que són més lluminoses i blaves que les estrelles que estan al punt de desviament de la seqüència principal per al cúmul. Les endarrerides blaves foren descobertes per primera vegada per Allan Sandage el 1953 mentre feia la fotometria de les estrelles del cúmul globular M3. Les teories estàndard sobre l'evolució estel·lar mantenen que la posició d'una estrella en el diagrama de Hertzsprung-Russell hauria d'estar determinada completament per la massa inicial de l'estrella i la seva edat. En un cúmul, les estrelles es formen totes aproximadament al mateix temps i, per tant, en un diagrama de H–R d'un cúmul determinat, totes les estrelles haurien d'estar al llarg d'una corba definida segons l'edat del cúmul, amb la posició de cada estrella sobre la corba tan sols determinada per la seva massa inicial. Això no obstant, les endarrerides blaves, semblen excepcions a aquesta regla, ja que presenten masses dues o tres vegades superiors a les de la resta d'estrelles de la seqüència principal. La solució a aquest problema està probablement relacionada amb les interaccions entre dues o més estrelles en el confins densos dels cúmuls en els quals es troben les endarrerides blaves.

## Formació
Hi ha diferents explicacions a la formació d'aquests tipus d'estrelles: unes teories postulen una formació posterior a la resta d'estrelles, mentre que d'altres formulen una interacció entre estrelles o altres objectes massius.

### Formació posterior
S'han formulat algunes explicacions per explicar l'existència d'endarrerides blaves. La més simple és que aquestes estrelles es formaren posteriorment a la resta d'estrelles del cúmul, això no obstant, hi ha pocs indicis d'aquest fet. Una altra prosposta simple és que les endarrerides blaves són o estrelles de camp que no pertanyen de fet al cúmuls o que semblen que pertanyen, o són estrelles de camp capturades pel cúmul. Aquestes possibilitats també semblen improbables, ja que les endarrerides blaves sovint es troben al mateix centre del cúmul al qual pertanyen. En teoria, és més probable que aquestes endarrerides blaves siguin el resultat d'un parell d'estrelles que s'han aproximat tant entre si o amb un objecte de massa similar que han xocat (encara que seria molt estrany).

### Interacció

#### Col·lisió
Les dues explicacions més viables apunten a l'existència d'interaccions entre membres del cúmul. Una explicació és que són actualment o antigament estrelles binàries en procés de fusió o amb el procés finalitzat. La fusió de dues estrelles crearia una estrella molt més massiva, potencialment amb una massa més gran que les estrelles del punt de desviament de la seqüència principal. Mentre un estrella nascuda amb un massa més gran que les estrelles del punt de desviament tindrien una evolució fora de la seqüència principal, una estrella més massiva formada per una fusió podria no evolucionar tan ràpidament. Sembla que les endarrerides blaves són molt més comunes en les regions denses dels cúmuls, especialment en els nuclis del cúmuls globulars. Com que hi ha més estrelles per unitat de volum, les col·lisions i els encontres són més probables en cúmuls que en estrelles de camp, i els càlculs sobre el nombre de col·lisions previstos estan més d'acord amb el nombre d'endarrerides blaves observat.
Una manera de comprovar aquestes hipòtesis és l'estudi de les polsacions de les estrelles endarrerides blaves. Les propietats astrosismològiques de les estrelles fusionades seria diferent en mesura de les típiques variables polsants de similar massa i lluminositat. No obstant això, mesurar les pulsacions és molt difícil, donat l'escassedat d'endarrerides blaves, les petites amplituds fotomètriques de les seves pulsacions i els camps poblats en els quals es troben aquestes estrelles. Algunes endarrerides blaves s'han observat rotar ràpidament, com per exemple 47 Tucanae, que rota 75 vegades més ràpid que el Sol, cosa que seria concordant amb una formació per col·lisió.

#### Transferència
L'altra explicació està en la massa transferida entre les dues estrelles nascudes en un sistema d'estrelles binari. La més massiva de les dues estrelles del sistema evolucionaria i, per tant, s'expandiria, sobrepassant el seu lòbul de Roche. La massa ràpidament es transferiria des de l'estrella inicial més massiva fins a la menys massiva i la mateixa manera que la teoria de la col·lisió explicaria per què hi hauria estrelles de la seqüència principal més massives que d'altres en el cúmul, que ja hauria evolucionat fora de la seqüència principal. Les observacions de les estrelles endarrerides blaves han trobat que algunes presenten una manca de carboni i oxigen en les seves fotosferes, cosa que provaria que hauria estat dragada des l'interior d'una companya.
Les dues teories presenten evidències a favor. A M3, 47 Tucanae i NGC 6752, el dos mecanismes semblen operar conjuntament, les endarrerides blaves col·lisonants ocupen els nuclis dels cúmuls i les endarrerides blaves de transferències els rodals. El descobriment de nanes blanques de baixa massa al voltant de dues endarrerides blaves a la missió Kepler suggereix que aquestes dues endarrerides blaves guanyaren massa per transferència de massa estable

## Altres tipus
"Endarrerides grogues" o "endarrerides vermelles" són estrelles amb colors entre les desviades de la seqüència principal i les gegants vermelles, però més brillants que les subgegants. Aquestes estrelles podrien ser antigues endarrerides blaves que ara han evolucionat cap a la branca de les gegants.